# Vohdenluoto
Vohdenluoto är en ö i Finland. Den ligger i Bottenhavet och i kommunen Pyhäranta i den ekonomiska regionen  Nystadsregionen i landskapet Egentliga Finland, i den sydvästra delen av landet. Ön ligger omkring 75 kilometer nordväst om Åbo och omkring 210 kilometer väster om Helsingfors.
Öns area är 21,6 hektar och dess största längd är 0,8 kilometer i sydöst-nordvästlig riktning. Ön höjer sig omkring 10 meter över havsytan. I omgivningarna runt Vohdenluoto växer i huvudsak barrskog.